# Prieložnica
Prieložnica (1079 m) – szczyt w północno-zachodniej części grupy górskiej Wielkiej Fatry w Karpatach Zachodnich na Słowacji.

## Położenie
Szczyt należy do zachodniej (tzw. turczańskiej) gałęzi Wielkiej Fatry. Leży w bocznej odnodze, odgałęziającej się od niej w szczycie Kľak (1394 m), biegnącej przez tematową Prieložnicę i opadającej w kierunku północno-zachodnim przez Katovą skalę (927 m) nad Sklabinský Podzámok oraz przez Málenik (705 m) nad wieś Turčianska Štiavnička. Od południa masyw Przełożnicy ogranicza Kantorská dolina, od zachodu dalszy bieg Kantorskiego Potoku, natomiast od północnego wschodu – Hlavná dolina.
Cały masyw Prieložnicy leży w granicach Parku Narodowego Wielka Fatra.

## Geologia
Budowa geologiczna masywu Prieložnicy jest bardzo złożona. Podstawa masywu od strony południowej (od strony Kantorskiej doliny) zbudowana jest z granitów i granodiorytów krystalicznego jądra Wielkiej Fatry, nazywanego masywem lubochniańskim. Ponad nimi wzdłuż całego grzbietu Prieložnicy ciągną się skały tzw. serii szypruńskiej (od szczytu Šiprúň) – kwarcyty, kwarcowe piaskowce, a zwłaszcza różnorodne łupki – typowe sedymenty płytkiego morza, wypełniającego niegdyś geosynklinę alpejsko-karpacką. Partie szczytowe stanowi czapa triasowych, ciemno żyłkowanych wapieni.

## Geomorfologia
Masyw Prieložnicy jest mocno rozczłonkowany. W kierunku północnym wybiega odeń grzbiet zakończony szczytem Smrekové (890 m) nad Hlavną doliną, na północ – grzbiet zakończony szczytem Diel (780 m]) nad wsią Podhradie, na zachód – wygięty następnie szerokim łukiem ku północy grzbiet ze wspomnianymi wyżej Katovą skalą i Málenikiem. Stoki samej Prieložnicy jak i wymienionych wyżej grzbietów są pocięte licznymi dolinkami bocznymi i płytkimi żlebkami. Szczyt stanowi dość kształtna kopułka z kilkoma mniejszymi wychodniami skalnymi na zboczach. 

## Charakterystyka florystyczna
Prawie cały masyw jest gęsto zalesiony. Jedynie w pasie wysokości 800–890 m po północnej stronie grzbietu ciągną się kompleksy polan, kiedyś regularnie koszonych, dziś – systematycznie zarastających. Pozostałością po tych czasach są ostatnie szopy na siano (słow. senniky). Na niewielkich łączkach i upłazkach na wapieniach w partiach szczytowych rośnie m.in. goryczka wiosenna.

## Turystyka
Do lat 70. XX w. grzbietem przez szczyt Prieložnicay wiodły czerwone znaki szlaku turystycznego na Kľak. Obecnie jego masywu nie udostępnia żaden szlak turystyczny, a sam szczyt –zalesiony i pozbawiony widoków – jest rzadko odwiedzany.